# Neo 1973
Neo 1973 er en open source smartphone udviklet af Openmoko-projektet.
Den første Openmoko-baserede hardwareenhed er FIC Neo1973. Udviklerversionen blev tilgængelig d. 12. juli 2007, til en pris af ca. DKK 1600,- (USD $300). Denne udgave kan kun købes direkte fra FIC på www.openmoko.com. Den offentlige skulle have været tilgængelig i detailforretninger fra oktober 2007., men er stadig på udviklingsstadiet.
Navnet Neo1973 er inspireret af det årstal (1973) hvor den første mobile kommunikation fandt sted.

## Specifikationer
(Udviklermodellen Neo1973 Phase 1)
| Dimensioner | 120.7 x 62 x 18.5 (mm)                                |
| Forbindelse | QuadBand GSM                                          |
|             | Ti GPRS (2.5G, ikke EDGE/3G)                          |
|             | Bluetooth 2.0                                         |
| Skærm       | 2.8" VGA (480x640) 285ppi TFT                         |
| Input       | Trykfølsom skærm (single-touch)                       |
|             | To knapper i siden                                    |
| Processor   | Samsung s3c2410 SoC @ 266 MHz (ARM9)                  |
| GPS         | AGPS chip                                             |
| Stik/slots  | USB 1.1 (uden tilført spænding). Både host og klient. |
|             | MicroSD slot (op til 2GB Flashhukommelse)             |
|             | 2.5mm mini jack                                       |
| Batteri     | 1200 mAh batteri (oplades via USB)                    |
| Hukommelse  | 128MB SDRAM                                           |
|             | 64 MB NAND Flash                                      |

## Software
Mange distributioner kan installeres på Neo 1973:
- Nogle Openmoko linux varianter:
  - Om 2007.2
  - Muligvis Om 2008.8
  - SHR (Stable Hybrid Release
- Muligvis også disse:
  - Debian
  - Qt Extended